# 210 (nombre)
Cet article concerne le nombre 210. Pour les années, voir 210 et 210 av. J.-C. Pour les lignes de transports en commun voir Ligne 210 .
Le nombre 210 (deux cent dix) est l'entier naturel qui suit 209 et qui précède 211.

## En mathématiques
Deux cent dix est :
- un nombre primoriel, abondant et intouchable,
- un nombre figuré : le nombre oblong 14 × 15, le 20e nombre triangulaire, le 12e nombre pentagonal, le 3e nombre 71-gonal et le 10e nombre pentatopique,
- un nombre Harshad,
- la somme de huit nombres premiers consécutifs (13 + 17 + 19 + 23 + 29 + 31 + 37 + 41).

## Dans d'autres domaines
Deux cent dix est aussi :
- le code téléphonique de la région métropolitaine de San Antonio (Texas),
- le score maximum d'une manche de sarbacane sportive,
- le n° de modèle d'un avion américain, le Cessna 210,
- Messerschmitt Me 210, un avion allemand.
- la Masse atomique de l'Astate, un métalloïde.